# Pedro Delgado Martín
Pedro Enrique Delgado Martín (Santa Cruz de Tenerife, 25 de enero de 1975) es un deportista español que compitió en atletismo adaptado. Ganó tres medallas en los Juegos Paralímpicos de Verano en los años 1996 y 2000.

## Palmarés internacional
| Juegos Paralímpicos | Juegos Paralímpicos      | Juegos Paralímpicos | Juegos Paralímpicos |
| Año                 | Lugar                    | Medalla             | Prueba              |
| ------------------- | ------------------------ | ------------------- | ------------------- |
| 1996                | Atlanta (Estados Unidos) | Medalla de bronce   | 800 m T10           |
| 2000                | Sídney (Australia)       | Medalla de plata    | 4 × 400 m T13       |
| 2000                | Sídney (Australia)       | Medalla de bronce   | 1500 m T11          |